# Timon van Athene (toneelstuk)
Timon van Athene (Engelse titel: Timon of Athens) is een tragedie van William Shakespeare geschreven rond het jaar 1607. Het stuk heeft een ongewone constructie: er zijn verschillende lacunes en door deze 'gaten' wordt het vaak als onafgewerkt beschouwd. Stilistisch onderzoek heeft uitgewezen dat Thomas Middleton zeer waarschijnlijk betrokken was bij het schrijven, hetzij als coauteur hetzij als revisor.
Er wordt ook gezegd dat de ongewone kenmerken het gevolg zijn van het feit dat er verschillende toneelschrijvers aan meewerkten met erg verschillende opvattingen.

## Datering en tekst
Datering is grotendeels gebaseerd op stilistisch onderzoek, omdat er geen sporen zijn van vroege opvoeringen. Suggesties lopen uiteen van 1603 tot 1609. Vooral de overeenkomsten met King Lear worden benadrukt. Onderzoekers die Middleton als coauteur naar voren schuiven, dateren het wat vroeger (1604-1606) dan degenen die hier niet in geloven (1607-1608). Deze tragedie verschijnt voor het eerst in de First Folio van 1623. Samen met Antony and Cleopatra is het een van de twee teksten van de First Folio die niet verdeeld zijn in "acts" of "scenes".
Timon of Athens vertoont opvallende verschillen met de andere tragedies van Shakespeare. Zo heeft het veel meer overeenkomst met middeleeuwse en uit de vroege Tudor-traditie stammende allegorische drama's. Typisch daarvoor is de grotere focus op het morele leven van een 'Elckerlijc'-figuur. Zo treden in de openingsscène bijvoorbeeld een Dichter, een Schilder, een Juwelier en een Koopman op, die ieder zinnebeeldig aspecten als hebzucht en hypocrisie vertegenwoordigen.

## Verhaal
Timon van Athene, een welgesteld en eminent burger van Athene, organiseert vaak feestjes, om zo zijn gasten zijn grote rijkdom te tonen. Wanneer hij zijn vrienden om hulp vraagt als hij door die feesten zijn fortuin er heeft doorgejaagd, weigeren ze hem te helpen. Alvorens hij Athene verlaat, geeft Timon nog een laatste (afscheids)feest. De gasten krijgen alleen water voorgeschoteld, waarmee hij hen afschildert als de honden die zij bleken te zijn. Na het feest trekt hij zich verbitterd terug in het bos waar hij een goudschat vindt. Nadat zijn eerdergenoemde 'vriend' dit hoort, komt deze bij hem om het terug goed te maken. Timon geeft het geld aan de Attische commandant Alkibiades als 'sponsoring' voor een belegering van Athene, uit wraak voor een onhoffelijk senaatsoordeel. De senatoren vragen Timon om hulp, maar hij weigert en biedt hun een vijgenboom aan waaraan zij zich kunnen verhangen. Tot slot sterft Timon, terwijl Alkibiades en Athene een compromis overeenkomen.
- Bibliothèque nationale de France: cb119405618 (data)
- Gemeinsame Normdatei: 4209484-7
- Library of Congress Control Number: n83144202
- MusicBrainz work: 59a34d8a-d25d-4e16-a68b-f559defe7de7
- Nationale Bibliotheek van Israël: 987007520681105171
- Système universitaire de documentation: 027342972
- Virtual International Authority File: 316392439